# Emma Pollock
Emma Pollock (Glasgow, Escocia, 20 de diciembre de 1972) es una cantante y guitarrista escocesa, miembro fundadora de las bandas The Delgados y The Burns Unit. También fue parte del proyecto breve The Fruit Tree Foundation y ha contribuido ocasionalmente en Vox Liminis.
Fue vocalista de The Delgados, inicialmente entre 1994 hasta 2005. Ese mismo año firmó un contrato como solista para el sello británico independiente 4AD, publicando su primer álbum en solitario Watch the Fireworks en 2007. Un segundo álbum, The Law of Large Numbers, fue publicado en 2010 con sonidos más abrasivos.
El 3 de agosto de 2010, The Burns Unit lanzaron su álbum debut, “Side Show” a través del sello Proper Distribution en el Reino Unido, producido por el baterista del grupo, Mattie Foulds, mezclado por Paul Savage (Franz Ferdinand) y masterizado por Jon Astley (The Who, ABBA, Norah Jones).
En agosto de 2014 el grupo británico Dry the River editó su álbum Alarms in the Heart, cuyo tercer tema ("Roman Candle") cuenta con la colaboración vocal de Emma Pollock.

## Discografía en solitario

### Álbum
- Watch the Fireworks (17 de septiembre de 2007)
- The Law of Large Numbers (1 de marzo de 2010)
- In Search of Harpenfield (29 de enero de 2016)

### Sencillo
- "Adrenaline" (28 de mayo de 2007)
- "Acid Test" (3 de septiembre de 2007)
- "Paper and Glue" (26 de noviembre de 2007)
- "I Could Be A Saint" (22 de febrero de 2010)
- "Red Orange Green" (24 de mayo de 2010)

### Vídeos musicales
- "Adrenaline" (2007, dirigido por Blair Young)
- "Acid Test" (2007, dirigido por Lucy Cash)
- "Paper and Glue" (2007, dirigido por Moh Azima)
- "Red Orange Green" (2010, dirigido por Laura McCullagh)